# Colonization: Second Contact
Colonization: Second Contact este un roman științifico-fantastic de istorie alternativă din 1999 de Harry Turtledove. Este a cincea parte a seriei Worldwar.
Punctul de divergență are loc în 1941-1942, în timp ce Pământul este sfâșiat de al Doilea Război Mondial. O flotă extraterestră sosește pentru a cuceri planeta, forțând națiunile aflate în război să facă alianțe neplăcute împotriva invadatorilor. Între timp, extratereștrii, care se referă la ei înșiși ca The Race (Rasa), descoperă că inamicul lor (omenirea) este mult mai feroce și mai avansat tehnologic decât se aștepta.

## Prezentare
Romanul are loc în 1963, la 21 de ani după încheierea celui de-al doilea război mondial alternativ și la 19 ani după invazia Rasei a pământului Tosev 3. Earl Warren este președintele Statelor Unite, Veaceslav Molotov este premierul Uniunii Sovietice, iar Heinrich Himmler conduce Germania nazistă. Țările mai mici rămân independente, cum ar fi Republica Irlanda și Japonia Imperială, care încă controlează părți din imperiul său din perioada celui de-al Doilea Război Mondial. Câteva zone izolate, cum ar fi Polinezia Franceză, sunt încă deținute de Franța Liberă a lui Charles de Gaulle, iar în Franța ocupată de germani, rezistența franceză rămâne activă. Emisfera nordică rămâne relativ liberă de ocupația Rasei, dar regiunile mai fierbinți ale planetei, cum ar fi America Centrală și de Sud, Mexic, Spania, Portugalia, Africa, China, Orientul Mijlociu și Australia, sunt toate sub control Rasei. Rasa ocupă și Polonia, teritoriul acționând ca un stat tampon, împiedicând Germania și Uniunea Sovietică să aibă o graniță terestră reciprocă și o modalitate ușoară de a relua războiul dintre ele.
La începutul romanului, flota de colonizare a Rasei intră în Sistemul Solar, aducând 80-100 de milioane de coloniști pentru a se stabili  pe Pământ. Pe măsură ce flota intră pe orbita Pământului, un satelit uman declanșează un atac nuclear care ucide milioane. Deoarece Germania, Uniunea Sovietică și Statele Unite au fiecare capacitate spațială pe scară largă, oricare dintre cele trei națiuni ar fi putut fi responsabilă pentru atac. Cele trei state neagă atunci când lideri furioși ai Raselor, în frunte cu Fleetlord Atvar, comandantul tuturor forțelor Rasei trimise pe Pământ, cer răspunsuri, dar două dintre cele trei națiuni umane nu cunosc identitatea atacatorului la fel ca și Rasa. În plus, deși există o pace tulbure între națiunile umane independente și Rasa, Mao Zedong și Ruhollah Khomeini continuă să conducă rezistența populară față de invadatorii din China și, respectiv, Orientul Mijlociu. Eforturile Rasei de a duce un război de contra-insurgență în aceste regiuni sunt slăbite de lipsa lor de familiaritate cu un astfel de război și de lipsa aproape totală de sprijin din partea populației umane. Rasa devine, de asemenea, conștientă de sprijinul subtil al mișcărilor de rezistență din partea Germaniei, Statelor Unite și Uniunii Sovietice, dar, întrucât Rasa nu poate dovedi acest lucru, nu se poate face nimic pentru a le opri.
Între timp, coloniștii Rasei, care se așteptau să ajungă pe un Pământ care a fost deja cucerit cu nativii încă la niveluri medievale de avansare, trebuie să facă față consecințelor războiului rece cu oamenii. Flota aduce cu ea nu numai primii civili, ci și primele femele ale Rasei, aceste lucruri provocând tensiuni în rândul soldaților masculi care au format forța de invazie. Pentru masculii Rasei, ghimbirul este un drog euforic; pentru femele, le determină să intre în ciclu estral, ceea ce face ca forțele Rasei de pe Pământ să se prăbușească într-un haos social. Mai grav pentru Fleetlord Atvar este o creștere bruscă a revoltelor armate din Orientul Mijlociu și din China; la sfârșitul romanului, gherilele lui Khomeini au organizat mai multe ambuscade de succes împotriva patrulelor Rasei, iar forțele de rezistență sub conducerea lui Mao asaltează Orașul Interzis.